# Gesellschaft für Arbeitswissenschaft
Die Gesellschaft für Arbeitswissenschaft (GfA) ist ein eingetragener Verein von Forschern und interessierten Personen, also Praktikern, Behörden- und Verbandsvertretern, die ein Interesse an der Förderung der Arbeitswissenschaft verbindet. Sitz der Gesellschaft ist Dortmund.
Das primäre Ziel ist der Austausch zwischen Wissenschaft und Praxis. Themen der Arbeitswissenschaft sind Analyse, Ordnung und Gestaltung von Arbeitsprozessen unter Berücksichtigung von technischen, organisatorischen und sozialen Bedingungen der Arbeit. Als Nebenziele nennt die GFA den individuellen Arbeits- und Gesundheitsschutz, soziale Angemessenheit der Arbeit und die technisch-wirtschaftliche Rationalität.

## Geschichte
Die GFA wurde als Gesellschaft für arbeitswissenschaftliche Forschung am 16. Oktober 1953 mit 39 ordentlichen Mitgliedern in Nürnberg gegründet. Und schon 1954 wurde der erste Arbeitswissenschaftliche Kongress in Nürnberg veranstaltet. Die GfA gründete eine Kommission für arbeitswissenschaftliche Terminologie (KAT), die der jungen Wissenschaft zu einer angemessenen Sprache verhelfen sollte. Die Mitgliederzahl hatte sich schon auf 65 erhöht.
1961 hatte die Gesellschaft schon 111 Mitglieder und arbeitete weiter an der Entwicklung der Arbeitswissenschaften. Am Ende des Jahrzehnts hatte die Gesellschaft schon 215 Mitglieder und war damit fast doppelt so groß wie am Anfang des Jahrzehnts. Die Wachstumsrate wurde auch in den 1970ern aufrechterhalten, so dass sich Ende des Jahrzehnts 443 Mitglieder in der Organisation engagierten. In den 1980ern wuchs die Gesellschaft weiter und konnte Ende des Jahrzehnts mit über 600 Mitgliedern aufwarten. Das Wachstum der Gesellschaft hielt bis ins Jahr 2000, als mit 703 ordentlichen Mitgliedern der bisherige Höchststand erreicht wurde. Seither ist die Mitgliederzahl auf 452 im Jahr 2020 gefallen.

## Organisation
Fachorgan der Gesellschaft ist die Zeitschrift für Arbeitswissenschaft.
Europäisch ist die GfA in der Federal European Ergonomics Society (FEES) und international in der International Ergonomics Association (IEA) organisiert.